# Џои Кинг
Џои Лин Кинг (енгл. Joey Lynn King; Лос Анђелес, 30. јул 1999) америчка је глумица. Стекла је пажњу улогом Рамоне Квимби у хумористичком филму Рамона и Бизус (2010), док је широј публици позната по главној улози у филму Штанд за пољупце (2019) и његова два наставка. Добила је позитивне критике за своју глуму у криминалистичкој и драмској серији Представа, за коју је номинована за награду Еми за програм у ударном термину и награду Златни глобус.
Кингова је такође глумила у филму Битка за Лос Анђелес (2011), Та луда љубав (2011), Успон Мрачног Витеза (2012), Оз, велики и моћни (2013), Призивање зла (2013), Напад на Белу кућу (2013), Дан независности: Нова претња (2016), Кутија жеља (2017), У великом стилу (2017) и Лаж (2018), као и у првој сезони серије Фарго.

## Детињство и младост
Кингова је рођена у Лос Анђелесу, Калифорнија. Ћерка је Терија и Џејми Кинг. Професионално је почела да се бави глумом са 4 године, почевши од рекламе за Life Cereal. Такође је глумила у рекламама за AT&T, Kay Jewelers и Eggo. Похађала је Школу Финикс ранч у Сими Валију. Има две старије сестре, глумице Кели Кинг и Хантер Кинг. За себе је рекла да је „делом Јеврејка и делом хришћанка, али већином Јеврејка”.

## Приватни живот
У септембру 2019. Кингова је ступила у вези с продуцентом/редитељем Стивеном Питом, након што су се упознали на снимању серије Представа. Верили су се у фебруару 2020. године.

## Филмографија

### Филм
| Година | Српски назив                  | Изворни назив | Улога                                                    | Напомене                                     |
| ------ | ----------------------------- | ------------- | -------------------------------------------------------- | -------------------------------------------- |
| 2008.  | Хортон                        |               | Кејти                                                    | гласовна улога                               |
| 2008.  | Карантин                      |               | Бријана                                                  |                                              |
| 2010.  | Рамона и Бизус                |               | Рамона Квимби                                            |                                              |
| 2011.  | Битка за Лос Анђелес          |               | Кирстен                                                  |                                              |
| 2011.  | Та луда љубав                 |               | Моли Вивер                                               |                                              |
| 2012.  | Успон Мрачног Витеза          |               | млада Талија ал Гул                                      |                                              |
| 2013.  | Призивање зла                 |               | Кристина Перон                                           |                                              |
| 2013.  | Породични викенд              |               | Лунсинда Смит Данџи                                      |                                              |
| 2013.  | Оз, велики и моћни            |               | порцеланска девојчица / девојчица у инвалидским колицима |                                              |
| 2013.  | Напад на Белу кућу            |               | Емили Кејл                                               |                                              |
| 2014.  |                               |               | Џеси Олден                                               | гласовна улога                               |
| 2014.  | Бука и бес                    |               | госпођица Квентин                                        |                                              |
| 2014.  | Волео бих да сам овде         |               | Грејс Блум                                               |                                              |
| 2015.  |                               |               | Аурора                                                   |                                              |
| 2015.  | Стоунвол                      |               | Фиби Винтерс                                             |                                              |
| 2016.  | Дан независности: Нова претња |               | Сем Блеквел                                              |                                              |
| 2017.  | У великом стилу               |               | Бруклин Хардинг                                          |                                              |
| 2017.  |                               |               | Фреди                                                    |                                              |
| 2017.  | Кутија жеља                   |               | Клер Шенон                                               |                                              |
| 2018.  |                               |               | Џеси Олден                                               | гласовна улога                               |
| 2018.  | Лаж                           |               | Кајла Логан                                              |                                              |
| 2018.  |                               |               | Беси Кавало                                              |                                              |
| 2018.  | Лето ’03                      |               | Џејми Винкл                                              |                                              |
| 2018.  | Слендермен                    |               | Врен                                                     |                                              |
| 2018.  | Штанд за пољупце              |               | Ел Еванс                                                 |                                              |
| 2019.  | Зеровил                       |               | Зази                                                     |                                              |
| 2020.  | Штанд за пољупце              |               | Ел Еванс                                                 | такође извршна продуценткиња                 |
| 2021.  | Штанд за пољупце 3            |               | Ел Еванс                                                 | такође извршна продуценткиња                 |
| 2022.  | Онкрај живота                 |               | Теса                                                     | такође продуценткиња                         |
| 2022.  | Брзина метка                  |               | Принс                                                    | постпродукција                               |
| 2022.  | Принцеза                      |               | Принцеза                                                 | постпродукција, такође извршна продуценткиња |
| 2023.  | Ругобе                        |               | Тали Јангблад                                            | постпродукција, такође извршна продуценткиња |
| 2024.  | Породична ствар               |               | Зара Форд                                                |                                              |